# Liste der Monuments historiques in Frontignan-Savès
Die Liste der Monuments historiques in Frontignan-Savès führt die Monuments historiques in der französischen Gemeinde Frontignan-Savès auf.

## Liste der Bauwerke
| Bezeichnung      | Beschreibung | Standort | Kennzeichnung | Schutzstatus | Datum | Bild |
| ---------------- | ------------ | -------- | ------------- | ------------ | ----- | ---- |
| Kirche St-Blaise |              | (Lage)   | PA00094334    | Inscrit      | 1973  |      |